# Iglesia de Nuestra Señora del Carmen (Córdoba)
La iglesia de Nuestra Señora del Carmen de la ciudad de Córdoba (España), es un templo católico que cuenta con el rango de parroquia y que formó parte del desaparecido convento del Carmen Calzado de Córdoba, que fue desamortizado en el siglo XIX.

## Historia
En la primera mitad del siglo XVI los carmelitas calzados se establecieron en Córdoba, y hay constancia de que en 1580, durante el reinado de Felipe II de España, la iglesia del convento del Carmen Calzado en Córdoba estaba edificándose, perteneciendo además el patronato del templo a los marqueses de Villaseca, y a lo largo del siglo XVII prosiguieron las obras en todo el complejo conventual, lo que motivó que en el siglo XVIII fuera ya uno de los cenobios más destacados de Córdoba.
Sin embargo, cuando los soldados franceses ocuparon la ciudad de Córdoba en el transcurso de la Guerra de la Independencia Española, los carmelitas calzados fueron desalojados del edificio y el convento, así como sus enseres, sufrieron graves daños, y al llegar la Desamortización de Mendizábal los frailes fueron expulsados de nuevo del convento.
En las primeras décadas del siglo XX, y «por desplome», el culto quedó suprimido en el templo, aunque este fue restablecido en la década de 1940 al término de la Guerra Civil Española, y a finales de la década de 1970 comenzaron una serie de obras destinadas a convertir las partes supervivientes del antiguo convento del Carmen Calzado en la nueva sede de la Facultad de Derecho de la Universidad de Córdoba, que es el lugar donde aún permanece dicha institución.

## Exterior
Aunque en la actualidad se halla tapiada y por tanto es inutilizable, la portada principal de la iglesia se halla a sus pies y fue edificada en la primera mitad del siglo XVII, estando formada por un arco de medio punto enmarcado con pilastras dobles que está coronado por un frontón triangular en cuyo remate se halla el escudo de la Orden de Nuestra Señora del Monte Carmelo. En la parte izquierda de los pies del templo está colocada la espadaña de la iglesia, destinada a albergar las campanas y construida con ladrillos en forma de ángulo, por lo que es una muestra más, como afirman algunos autores, de las espadañas empleadas frecuentemente en Córdoba en el siglo XVIII.
La portada que hace las veces de entrada principal al templo está situada en el lado izquierdo del mismo y dispone de un dintel sobre el que está colocada una hornacina que alberga una escultura que representa a la Virgen del Carmen, titular de la iglesia.

## Interior

### Arquitectura
La iglesia dispone de una sola nave cubierta con bóvedas de cañón peraltado que descansan sobre arcos fajones, y el crucero, que apenas está señalado en la planta, está cubierto con una bóveda baída adornada con escudos de armas de la familia Cárdenas, al tiempo que el presbiterio está cubierto por una bóveda de cañón.
El coro de la iglesia, como es frecuente, está situado a los pies y fue construido en alto a finales del siglo XX, y la sacristía está ubicada junto al presbiterio y en la cabecera del templo.

### Retablo mayor

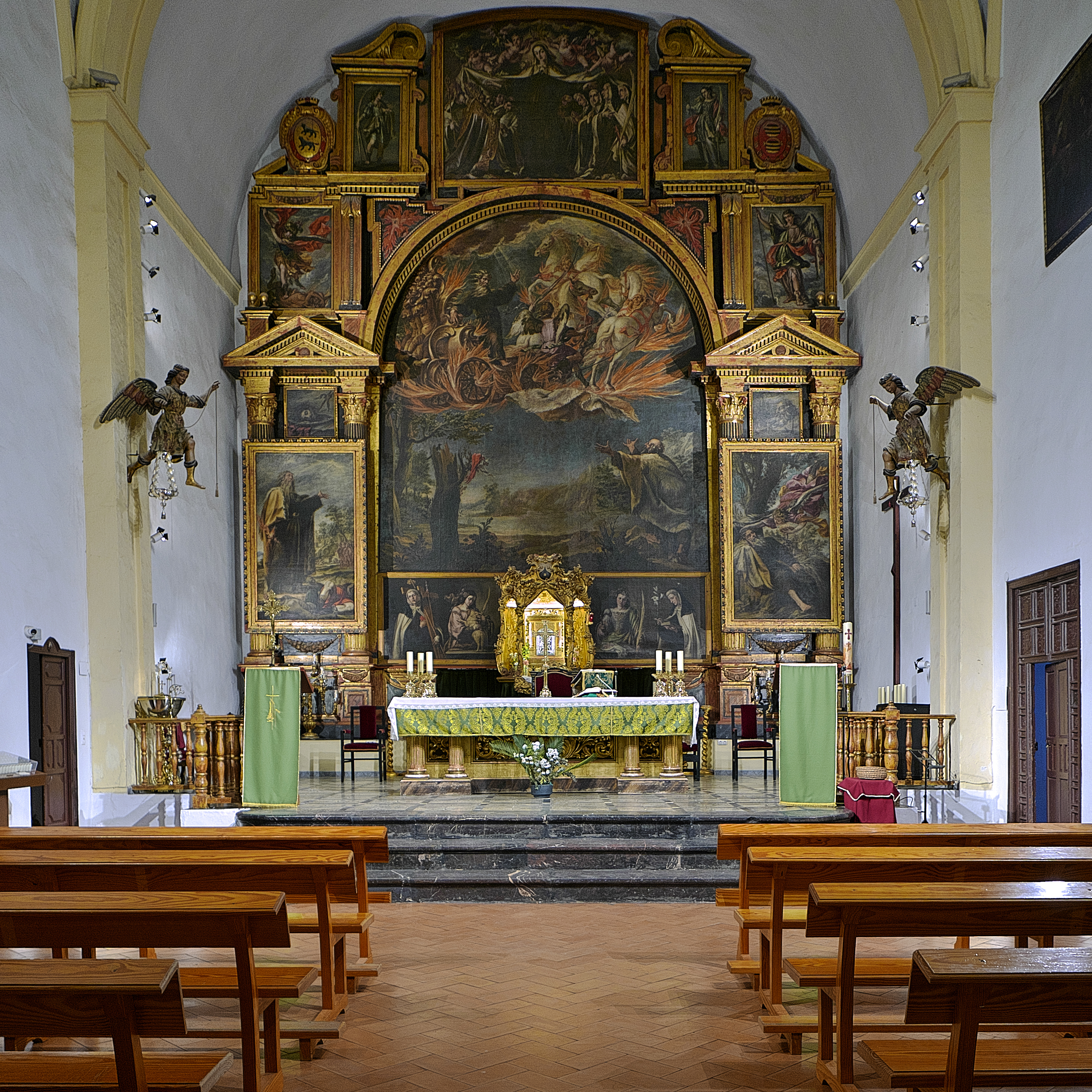
Retablo mayor.

Fue trazado por Sebastián Vidal en 1639, aunque la ejecución corrió a cargo de Pedro Freila de Guevara, y las pinturas que lo cubren casi por entero fueron ejecutadas por el célebre pintor sevillano Juan de Valdés Leal, con quien la comunidad de carmelitas calzados las contrató en 1655.
El derrumbamiento de parte de la iglesia a principios del siglo XX, como se mencionó arriba, ocasionó que el retablo fuera desmontado y llevado a la Mezquita-catedral de Córdoba, lugar en el que quedó custodiado hasta que el culto volvió a restablecerse en la iglesia de Nuestra Señora del Carmen en la década de 1940. Sin embargo, el retablo no quedó instalado de modo totalmente similar a cómo estaba antes del desplome, por lo que algunos de los fustes estriados que lo adornan están alterados, y también quedó despojado al mismo tiempo del tabernáculo que había en el centro de su parte inferior.
En el banco del retablo hay dos parejas de lienzos que representan, y de medio cuerpo, a Santa María Magdalena de Pazzi, Santa Inés, Santa Apolonia y Santa Sincletes. En la calle central del retablo un lienzo muestra al profeta Elías siendo llevado al Cielo en un carro de fuego, y a sus lados hay columnas pareadas y dos lienzos que muestran a Elías junto a los sacerdotes de Baal y, en el otro, a un ángel apareciéndose a dicho profeta.
Sobre los anteriores hay cuatro lienzos que muestran a los arcángeles San Miguel y San Rafael y las cabezas de San Juan Bautista y de San Pablo, estando coronados todos ellos por un frontón curvo segmentado. En el coronamiento del retablo un lienzo muestra a la Virgen del Carmen como protectora de los carmelitas entre otros dos cuadros que representan a los mártires cordobeses San Acisclo y Santa Victoria, y a los lados de estos hay sendos escudos de la familia Gómez de Cárdenas.

### Otras partes del templo
En las paredes del presbiterio hay dos ángeles lampadarios de estilo barroco, y en el lado izquierdo del crucero está colocado un retablo neobarroco que cobija en su hornacina central una escultura de la Virgen del Carmen.
En el lado derecho del crucero está ubicado un lienzo de gran tamaño y con un marco dorado de estilo barroco que representa a la Inmaculada Concepción y que es una copia de un original de Bartolomé Esteban Murillo. Y sobre el anterior hay dos cuadros del siglo XVII y de estilo barroco que muestran los Desposorios de la Virgen María y la Resurrección de Cristo.
El púlpito de la iglesia, que es de madera y está decorado con medallones que muestran a la Virgen del Carmen, Santa Teresa de Jesús, San Juan de la Cruz y al profeta Elías, está en el lado izquierdo de la nave, donde también se encuentran dos retablos neobarrocos que albergan, respectivamente, sendas imágenes devocionales del Sagrado Corazón de Jesús y de la Virgen de la Cabeza, siendo esta última una imagen de vestir del siglo XVII que fue restaurada a finales del siglo XX por el escultor Miguel Arjona.
En el muro del coro hay dos esculturas de San Alberto de Sicilia y de Santa Teresa de Jesús, que según algunos autores posiblemente procedan de los desaparecidos retablos barrocos originales de esta iglesia. Y en el muro derecho de la nave hay una escultura que representa a Cristo crucificado de proporciones académicas y un retablo neobarroco que alberga en su hornacina central una imagen de devoción de San José.